# Citengah
Citengah is een bestuurslaag in het regentschap Sumedang van de provincie West-Java, Indonesië. Citengah telt 1371 inwoners (volkstelling 2010).